# Robinia (houtsoort)

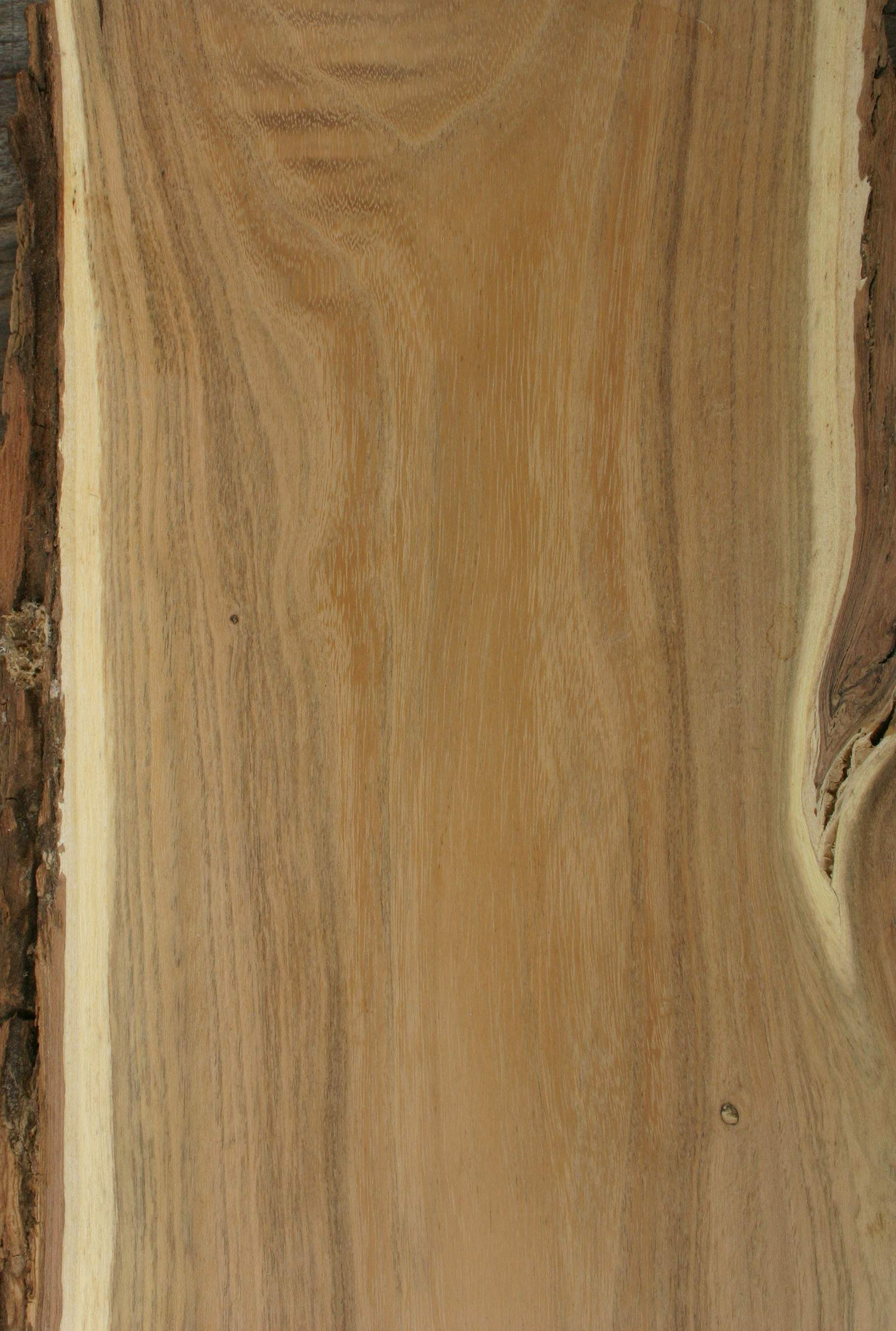
Langshout

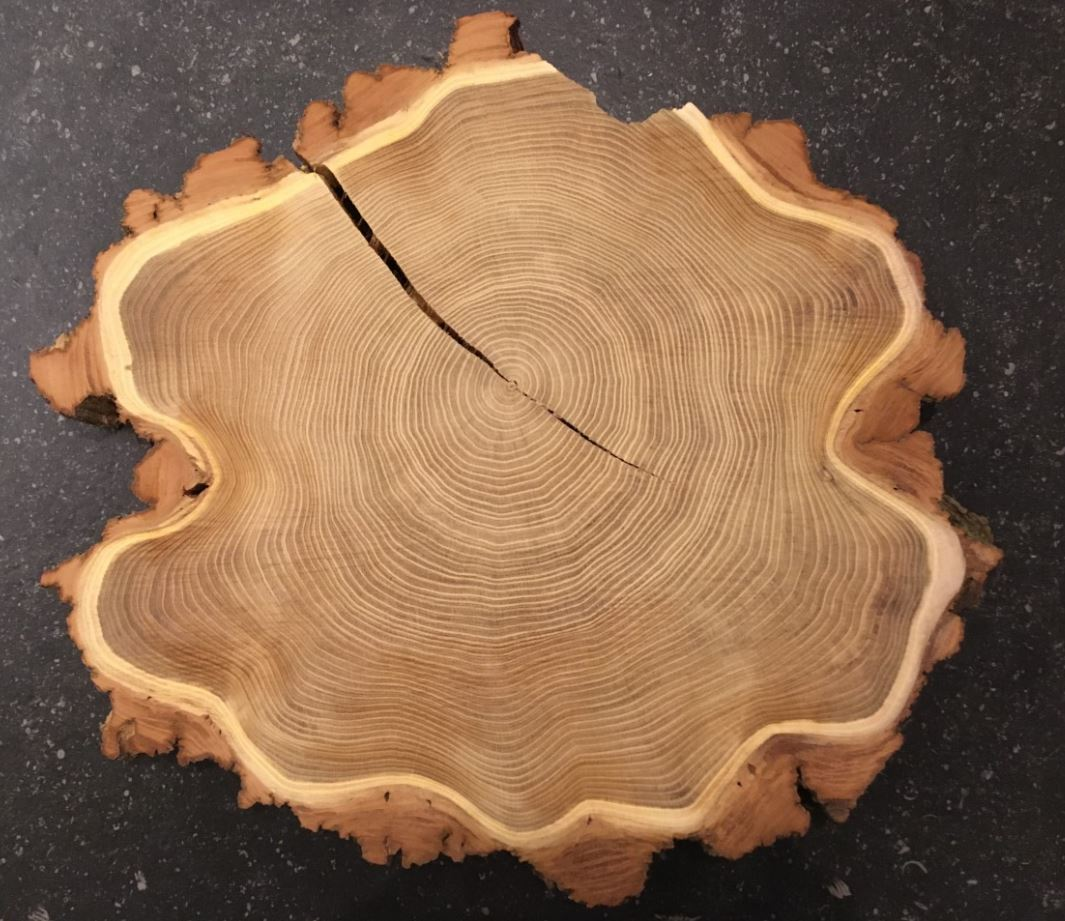
Doorsnede van robinia stam

Robinia is een houtsoort, afkomstig van robinia (Robinia pseudoacacia, familie Leguminosae), een Amerikaanse loofboom. 
Het heeft een zeer hoge weerstand tegen aantasting door insecten en rot (duurzaamheidsklasse 1) en is het meest duurzame hout dat in ons klimaat groeit. Het kernhout is licht geelgroen tot bruingroen en het smalle spinthout is geelwit. 
Het hout vereist zorgvuldige droging omdat het geneigd is tot werken en barsten. Bij het bewerken van het hout kan stof vrijkomen dat kan leiden tot misselijkheid, hoofdpijn en braakneigingen. Omdat het hout veel looistoffen bevat, gaan metalen die in aanraking komen met het hout snel corroderen.
Reeds vroeg werd robinia vanwege zijn duurzaamheid gewaardeerd als steun voor wijnranken en vanwege zijn hardheid en sterkte. Het hout wordt onder andere gebruikt voor; laddersporten, houten kamwielen, nagels, pinnen, tuinmeubels. weidepalen, handvatten, trappen, tandwielen, kranen, mijnbouwpalen, aanlegsteigers, fineer, dwarsliggers, pallets, handbogen, speelgoed, enzovoort.
Sinds het Europees importverbod voor niet duurzaam geteeld tropisch hardhout uit 2000, gaat robinia de concurrentie aan met houtsoorten als teak en meranti. De aanvoer komt voornamelijk uit Polen, Slowakije en Hongarije. 